# 小行星6541
小行星6541（6541 Yuan）是一颗围绕太阳公转的小行星。1984年2月26日，亨利·德波鸿诺在拉西拉天文台发现了此天体。
这颗小行星的绝对星等为137.18455等。